# Trichopilia
Trichopilia, viết tắt trong thương mại là Trpla., là một chi lan gồm khoảng 30 loài bản địa của Trung Mỹ và Nam Mỹ.

## Hình ảnh

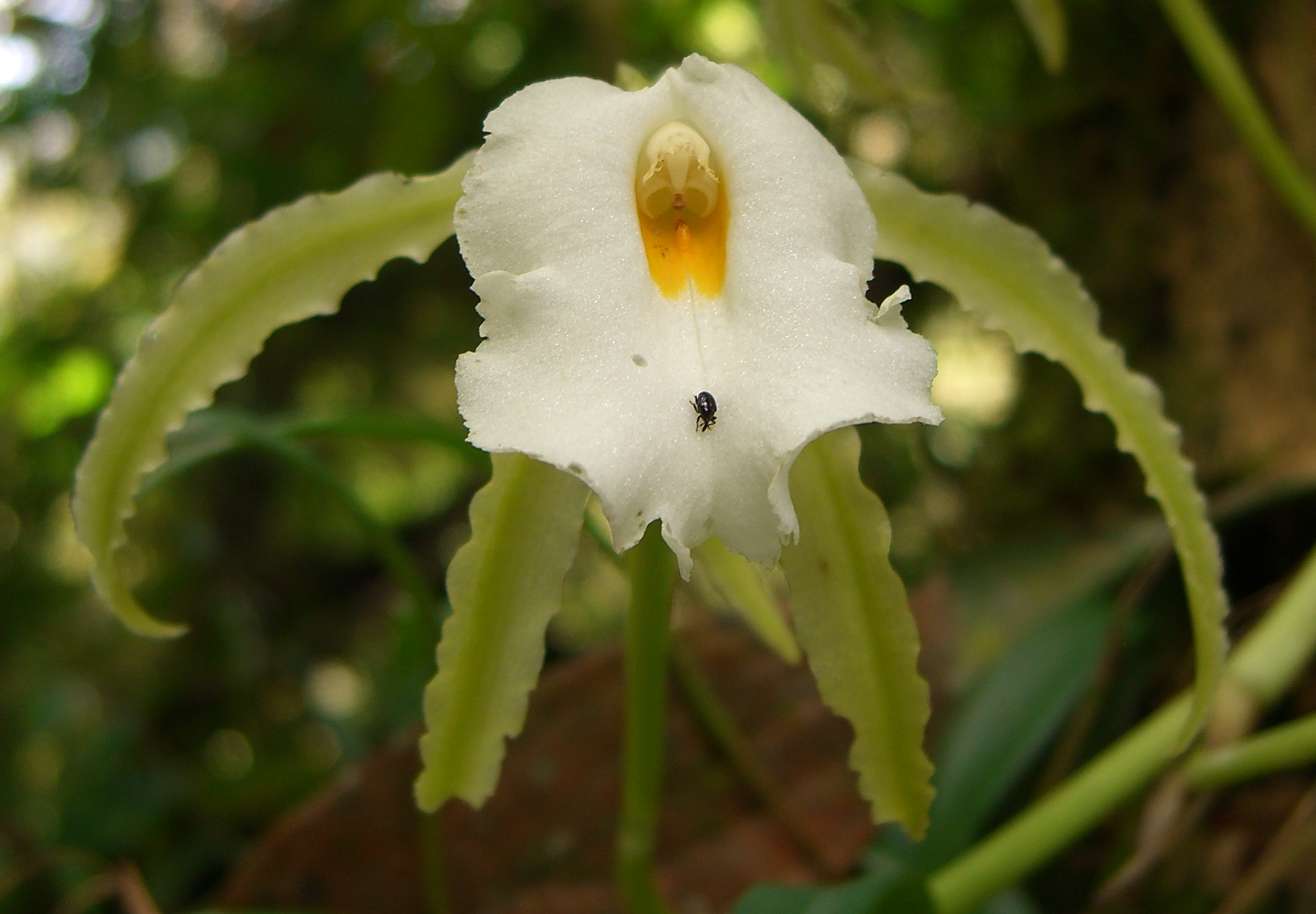
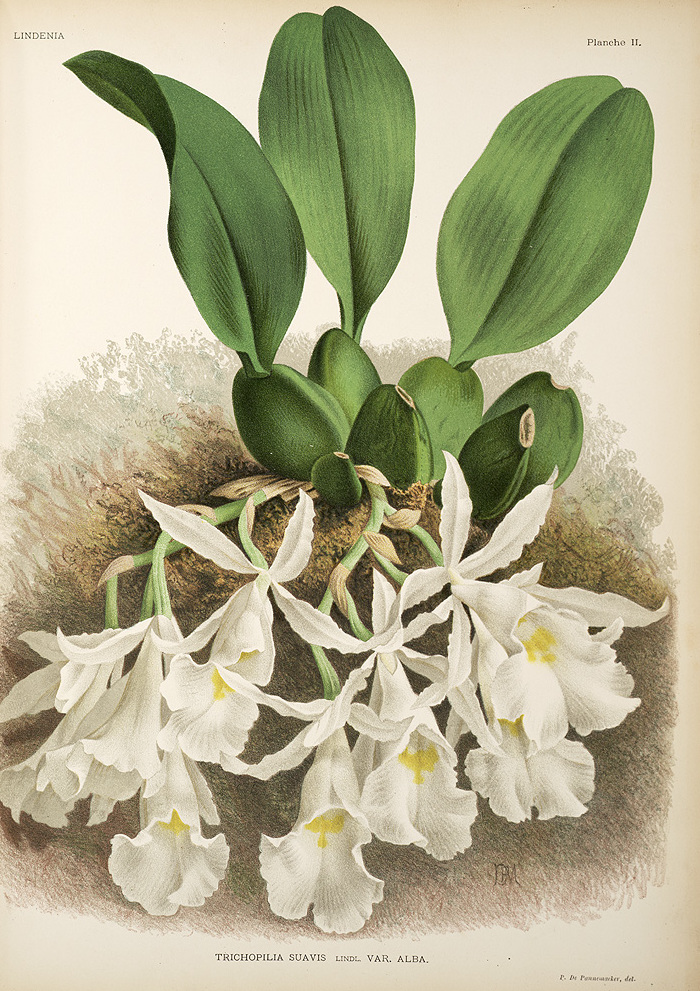